# Acido glicolico
L'acido glicolico (o acido idrossiacetico) è un acido carbossilico avente formula HOCH2COOH. Strutturalmente è il più piccolo appartenente alla classe degli α-idrossiacidi (composti che contengono sia un gruppo carbossilico, sia un gruppo ossidrile). Si tratta di un composto corrosivo, che a temperatura ambiente si presenta solido cristallino, incolore ed inodore. I cristalli di acido glicolico sono solubili in acqua (0,1 g/ml), alcoli, acetone ed acetato di etile. Si riscontra anche una debole tendenza alla solubilizzazione in etere dietilico e solventi alifatici.
L'acido glicolico viene estratto dalla canna da zucchero, dalla barbabietola e dall'uva immatura. Dalla polimerizzazione dell'acido glicolico si ottiene l'acido poliglicolico (un polimero appartenente alla classe dei poliesteri) sebbene la principale via di sintesi di tale polimero preveda comunemente l'utilizzo del dimero dell'acido glicolico (glicolide).
La classificazione NFPA 704 per l'acido glicolico è: Salute = 1, Infiammabilità = 1, Reattività = 0.

## Usi
Grazie alla sua eccellente capacità di penetrare gli strati della pelle, l'acido glicolico viene utilizzato nei prodotti per la cura della pelle, in particolare come "agente esfoliante". Soluzioni con concentrazioni di acido glicolico fra 30% e 80% sono impiegate dai dermatologi, ma in commercio si trovano kit per l'applicazione personale con concentrazioni più basse, attorno al 10%. L'uso dell'acido glicolico porta ad un migliore aspetto della pelle, può ridurre le rughe ed i segni dovuti all'acne o alla iperpigmentazione.
Quando viene applicato sulla pelle l'acido glicolico reagisce con lo strato epidermico superiore, indebolendo le capacità leganti dei lipidi che mantengono unite fra loro le cellule epiteliali morte. Tale proprietà porta quindi alla rimozione dello strato più esterno di pelle, portando alla luce gli strati inferiori più sani, brillanti e di miglior aspetto.
L'acido glicolico è fotosensibilizzante, per cui l'uso è consigliato nei mesi invernali dove è minore l'esposizione della pelle ai raggi solari. Con gli opportuni dosaggi e protezioni antisolari, variabili da individuo a individuo, può trovare impiego anche nella stagione estiva.
L'acido mandelico è un'alternativa esfoliante più costosa, che è però utilizzabile tutto l'anno, compatibile con tutti tipi di pelle e priva degli effetti bruciore o dolore che presenta l'acido glicolico.
L'acido glicolico è inoltre un utile intermedio nella sintesi organica per un'ampia gamma di reazioni fra cui: ossido-riduzioni, esterificazioni e polimerizzazioni. Fra gli altri campi in cui questa sostanza trova impiego si possono annoverare l'industria tessile, dove l'acido glicolico serve come sbiancante ed agente per la concia, l'industria alimentare dove viene impiegato come aroma e conservante. Infine l'acido glicolico viene spesso incluso in emulsioni polimeriche, solventi ed additivi per inchiostri e vernici, al fine di migliorarne le proprietà di fluidità e dare lucentezza.